# Fédération Atmo France
Pour les articles homonymes, voir Atmo.
Fédération Atmo France, ou simplement Atmo France, est une association qui fédère le réseau national des Associations de surveillance de la qualité de l’air (AASQA), composée de 18 organismes régionaux agréés par le ministère chargé de l'environnement et d’une structure équivalente en Nouvelle-Calédonie. Elle fait partie du dispositif national de surveillance de la qualité de l'air en France avec le ministère chargé de l'Environnement et le Laboratoire Central de Surveillance de la Qualité de l’Air (LCSQA).

## Objectif
Atmo France anime le réseau des AASQA en assurant la coordination, la mutualisation et la valorisation de leurs travaux et le représente dans les instances nationales et européennes en participant aux débats pour l'amélioration de la qualité de l'air et de l'atmosphère. 
À travers ses actions, Atmo France poursuit un objectif d'intérêt général, celui de contribuer, aux côtés des autres acteurs nationaux, à doter la France d'un dispositif efficace qui assure tant la surveillance de la qualité de l'air que l’accompagnement et le suivi des actions visant à l'améliorer. Le réseau met son expertise à disposition de tous les acteurs concernés.